# One Fish, Two Fish, Blowfish, Blue Fish
«One Fish, Two Fish, Blowfish, Bluefish», llamado «Un pez, dos peces, pez fugu, pez azul» en España y «Aviso de muerte» en Hispanoamérica, es un capítulo perteneciente a la segunda temporada de la serie animada Los Simpson, emitido originalmente el 24 de enero de 1991. El episodio fue escrito por Nell Scovell y dirigido por Wes Archer. Larry King fue la estrella invitada. En 2006, IGN nombró al episodio como el mejor de la segunda temporada.

## Sinopsis
Cansada de cenar siempre lo mismo, Lisa le sugiere a su familia que la próxima vez, en lugar de chuletas de cerdo, cenen en un nuevo restaurante japonés, "The Happy Sumo". Homer acepta a regañadientes, y la familia va al restaurante. Cuando llegan, Homer empieza pidiendo diferentes platos, hasta que descubre que ya ha comido todo lo que hay en el menú, excepto un tipo de sushi llamado fugu. El cocinero principal, el encargado de cocinar el fugu, estaba ocupado en ese momento en el asiento trasero de su coche junto con Edna Krabappel, por lo que su aprendiz debe cocinar el pescado. El problema del pez globo, es que gran parte de su carne es tóxica y venenosa. El aprendiz trata de cocinarlo con cuidado, pero Homer se pone muy impaciente, y el aprendiz de cocinero es obligado a servir el fugu sin prepararlo correctamente. 
Más tarde, Homer se entera de que el fugu podría haber estado envenenado, ya que la preparación había sido precaria. Por lo tanto, decide ir con Marge al hospital, donde el Dr. Hibbert le dice a Homer que morirá y que solo le quedaban 22 horas de vida. Pese a que había una mínima esperanza de salvarse, Homer decide hacer una lista con todas las cosas que debía hacer antes de morir. 
En la lista de Homer está, entre otras cosas, tener una charla de hombre a hombre con Bart. En esa charla, además, le enseña a afeitarse. Luego escucha a Lisa tocar su saxofón. Más tarde, le pide una cámara de vídeo prestada a Ned Flanders para grabar un vídeo para Maggie que luego pudiera ver cuando fuera más grande. Otra de las cosas que Homer quería hacer es plantar un árbol en su recuerdo, pero no le da tiempo, ya que se queda hablando con su padre y haciendo cosas con él. Apurado por volver a casa, es detenido por la policía. Homer llama a Barney, con quien va a tomar una última cerveza junto a sus amigos. Cuando está en camino al bar, le dice al Sr. Burns lo que pensaba de él.
A medianoche, ya en su casa y después de haber estado íntimamente con Marge, Homer visita a cada miembro de su familia y los ve dormir, para decirles adiós. Sintiéndose mal, escucha "El buen libro" (la Biblia) en versión audiolibro (casete), narrada por Larry King, pero finalmente se queda dormido.
A la mañana siguiente, Marge se despierta y se da cuenta de que Homer no está a su lado. Asustada, baja las escaleras y encuentra a Homer derrumbado en el sillón. Cree que ha muerto y llora, pero se da cuenta de que su saliva está caliente y de que está vivo. Lo despierta y saltan de alegría, y Homer promete que a partir de ese momento disfrutará de la vida al máximo.
Mientras pasan los títulos de crédito, se ve a Homer en el sofá, aburrido y comiendo chicharrones, viendo un torneo de bolos televisado.